# جان آیسندراث
جان آیسندراث (انگلیسی: John Eisendrath) فیلم‌نامه‌نویس و تهیه‌کننده تلویزیونی اهل ایالات متحده آمریکا است.
از فیلم‌ها یا مجموعه‌های تلویزیونی که وی در آن‌ها نقش داشته‌است، می‌توان به بورلی هیلز، ۹۰۲۱۰، آلیاس و فهرست سیاه اشاره نمود.